# Abenberg
Abenberg is een plaats in de Duitse deelstaat Beieren, gelegen in het Landkreis Roth. De stad telt 5.492 inwoners.

## Geografie
Abenberg heeft een oppervlakte van 48,39 km² en ligt in het zuiden van Duitsland.
Abenberg · Allersberg · Büchenbach · Georgensgmünd · Greding · Heideck · Hilpoltstein · Kammerstein · Rednitzhembach · Rohr · Roth · Röttenbach · Spalt · Schwanstetten · Thalmässing · Wendelstein